# Hugo Gernsback
Hugo Gernsback (n. 16 august 1884, Lëtzebuerg, Luxemburg – d. 19 august 1967, New York City, New York, SUA), născut Hugo Gernsbacher, a fost un inventator, scriitor și publicist american de origine luxemburgheză, remarcat pentru publicațiile sale care includ prima revistă  de literatură științifico-fantastică în limba engleză, Amazing Stories, în aprilie 1926. Contribuțiile aduse genului ca publicist au fost atât de importante încât, alături de H.G. Wells și Jules Verne, el este uneori numit „părintele științifico-fantasticului”. În onoarea sa, premiile anuale pentru cele mai bune lucrări SF sunt numite „Premiile Hugo”.

## Viață timpurie
Născut în zona Bonnevoie a orașului Luxemburg, Gernsback a emigrat în Statele Unite în 1905 unde a obținut ulterior cetățenia. A fost căsătorit de 3 ori: cu Rose Harvey în 1906, Dorothy Kantrowitz în 1921 și Mary Hancher în 1951. În 1925, Hugo a fondat postul de radio WRNY și a fost implicat în primele transmisiuni de televiziune. El este considerat și un pionier al radioului amator.

## Science fiction
Gernsback a inițiat științifico-fantasticul modern prin revista sa dedicată genului, Amazing Stories, în 1926. A spus că a devenit interesat de concept din copilărie după ce a citit traduceri ale lucrărilor lui Percival Lowell. A jucat de asemenea un rol cheie în începerea fandomului, publicând adresele oamenilor care trimiteau scrisori redacției. Astfel, fanii science fiction au început să se organizeze, devenind conștienți de ei înșiși ca mișcare și forță socială. Tot el a creat și termenul "science fiction".
În 1929 și-a pierdut primele reviste în urma unui proces de faliment. Nu este foarte clar dacă acest proces a fost veritabil, manipulat de către editorul Bernard Macfadden, sau o schemă a lui Gernsback în urma căreia sa înceapă o nouă companie. După ce a pierdut controlul asupra Amazing Stories, Gernsback a fondat două noi reviste de science fiction, Science Wonder Stories și Air Wonder Stories. Un an mai târziu, din pricina problemelor financiare din anii recesiunii cele două reviste au fost unite în Wonder Stories, pe care Gernsback a continuat să o publice până în 1936 când a fost vândută la Thrilling Publications și redenumită Thrilling Wonder Stories. Gernsback a fost renumit pentru practicile sale în afaceri, fără scrupule și uneori dubioase, și pentru că își plătea scriitorii foarte puțin. H. P. Lovecraft și Clark Ashton Smith se referau la el ca "Hugo șobolanul" (Hugo the Rat). Gernsback a revenit în 1952-53 cu Science-Fiction Plus.
Gernsback a și scris science fiction, inclusiv romanul Ralph 124C 41+ în 1911 (publicat prima dată în foileton în Modern Electrics). Deși foarte influent în acea perioadă și plin de numeroase idei specifice genului, subiectul, personajele și stilul sunt văzute de cititorul modern ca superficiale și învechite. Gernsback și-a combinat scrierile de ficțiune și science fiction în populara revistă Everyday Science and Mechanics la care a fost editor în anii '30.
În 1960 Gernsback a primit un premiu Hugo special pentru activitatea sa editorială.
Înainte de a crea un gen literar, Gernsback a fost un întreprinzător în industria electronică importând componente radio din Europa în Statele Unite. În aprilie 1908 a fondat Modern Electrics, prima revistă de electronică din lume. Sub auspiciile ei, în ianuarie 1909 a fost fondată Wireless Association of America, care a adunat 10.000 de membri într-un an. În 1912, Gernsback a estimat că 400.000 de oameni în Statele Unite erau implicați în radioamatorism. În 1913, a fondat o revistă asemănătoare, The Electrical Experimenter, care a devenit Science and Invention în 1920. În aceste reviste a început să includă ficțiune științifică alături de jurnalism științific.
Gernsback deținea 80 de patente când a murit în New York City la 19 august 1967.

## În cultura populară
- „The Gernsback Continuum”, una din primele povestiri ale lui William Gibson, are ca subiect diferențele dintre viziunea viitorului în vremea lui Gernsback și prezent.
- M9E Gernsback, din seria anime Full Metal Panic, e numit după Hugo Gernsback.
- Seria anime Ergo Proxy are un personaj numit Re-l Mayer, al cărui număr de fabricație (124C41+) face referire la romanul lui Gernsback Ralph 124C 41+.